# Andreas Patton

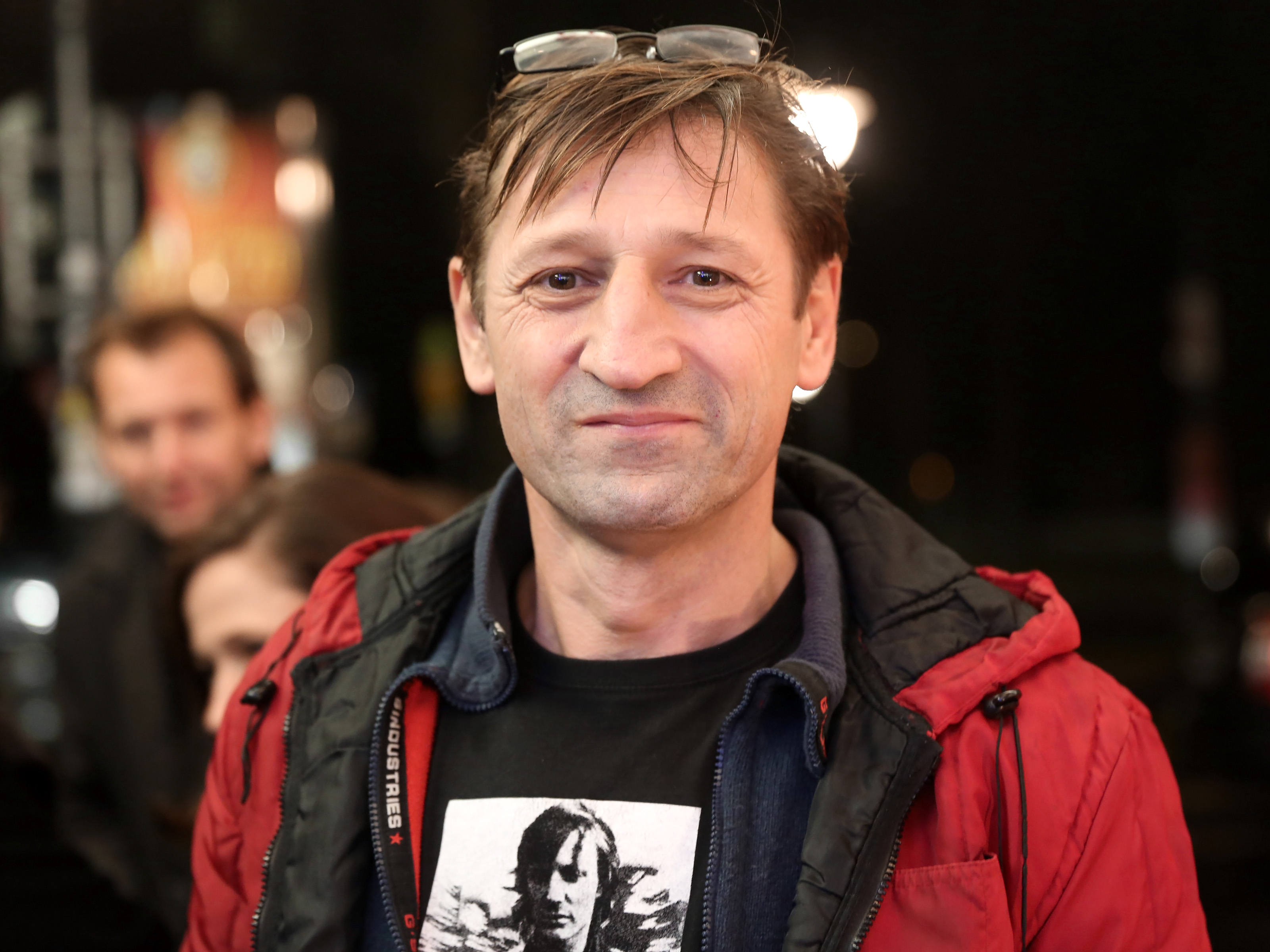
Andreas Patton (2014)

Andreas Patton (* 13. November 1962 in Hünfeld) ist ein deutscher Schauspieler.

## Leben
Andreas Patton wuchs in Großentaft im hessischen Landkreis Fulda auf. Sein Vater, gebürtiger Pole, war Beamter beim Bundesgrenzschutz, seine Mutter stammte aus dem Saarland. Seine Ausbildung absolvierte Patton von 1985 bis 1989 am Mozarteum in Salzburg. Er spielte unter anderem am Staatstheater Stuttgart, an der Volksbühne Berlin, am Düsseldorfer Schauspielhaus, am Schauspielhaus Hamburg, Thalia Theater Hamburg, Burgtheater Wien und anderen Wiener Bühnen. Sein Leinwanddebüt hatte er in einer kleinen Nebenrolle der Fernsehserie Kommissar Rex, ehe er 1997 in Friedemann Fromms Zum Sterben schön erstmals als Hauptdarsteller besetzt wurde. Weitere Hauptrollen folgten, wie in Der Kuss des Killers,  Der Feuerteufel – Flammen des Todes, Der Mörder in dir, Mein langsames Leben und Antares.
Die Aufführung des Romans Frost von Thomas Bernhard als Bühnenstück, die Sabine Mitterecker im Museum Moderner Kunst Stiftung Ludwig Wien (MUMOK) inszenierte und in der Andreas Patton die Solorolle spielte, wurde mit dem Nestroy-Theaterpreis 2010 als beste Off-Produktion ausgezeichnet.
Im November 2000 trat er in einer Gastrolle in der RTL-Serie Alarm für Cobra 11 – Die Autobahnpolizei auf. 2002 spielte er den Martin im Film Storno. Er arbeitete mit Regisseuren wie Johann Kresnik, Hans Neuenfels und Karin Beier zusammen. 2013 war er im Wiener Off-Theater in der Uraufführung von Joachim J. Vötters Stück Kopf im Rachen der Natur als „Bruder“ zu sehen. Im Februar 2025 stand Patton an der Neuen Bühne Villach in dem Zwei-Personen-Stück Eine pornografische Beziehung auf der Bühne, an der Seite von Katharina Stemberger.
Andreas Patton hat mit der Regisseurin Karin Berghammer drei Kinder und lebt mit seiner Familie in Wien sowie in einem abgelegenen Forsthaus in Niederösterreich. Dort schätzt er die Nähe zur Natur und reflektiert über die Entfremdung des Menschen von seiner Umwelt.

## Filmografie

### Serien
- 1989: Praxis Bülowbogen (Staffel 3 Folge 2 )
- 1994: Kommissar Rex (Folge Jagd Nach Einer Toten (Staffel 3 Folge 08))
- 1999: Kommissar Rex (Folge Trügerische Nähe (Staffel 5 Folge 05))
- 1999: Medicopter 117 – Jedes Leben zählt - Knockout
- 2000: Hotel Elfie (eine Folge)
- 2000: Alarm für Cobra 11 – Die Autobahnpolizei
- 2001: Stahlnetz (eine Folge)
- 2001: Polizeiruf 110 – Gelobtes Land (eine Folge)
- 2003–2004: Vorsicht – keine Engel! (zwei Folgen)
- 2003: Bei aller Liebe (zwei Folgen)
- 2005: Doppelter Einsatz (eine Folge)
- 2005: Tatort – Das Lächeln der Madonna
- 2005: Der Elefant – Mord verjährt nie (Folge Das Geheimnis der „MS Katharina“)
- 2006: 8x45 – Austria Mystery (eine Folge)
- 2006: Tatort – Tod aus Afrika
- 2007: Polizeiruf 110 – Jenseits
- 2007: Die Familienanwältin (eine Folge)
- 2007–2009: Krimi.de (vier Folgen)
- 2008: R. I. S. – Die Sprache der Toten (eine Folge)
- 2008: Post Mortem – Beweise sind unsterblich (eine Folge)
- 2008: Im Namen des Gesetzes (eine Folge)
- 2009: SOKO Wismar (eine Folge)
- 2010: Tatort – Tod auf dem Rhein
- 2010: KDD – Kriminaldauerdienst (eine Folge)
- 2010: Großstadtrevier (eine Folge)
- 2010, 2014: Der Kriminalist (zwei Folgen)
- 2010: Schnell ermittelt (eine Folge)
- 2010: SOKO Leipzig (eine Folge)
- 2011: Polizeiruf 110 – Feindbild
- 2012: SOKO Köln (eine Folge)
- 2013: Morden im Norden (Folge Tod unter Palmen)
- 2014: Tatort – Borowski und das Meer
- 2014: Tatort – Kaltstart
- 2016: Die Chefin (eine Folge)
- 2016: SOKO Kitzbühel (eine Folge)
- 2017: Club der roten Bänder (eine Folge)
- 2017: SOKO Donau (eine Folge)
- 2019: M – Eine Stadt sucht einen Mörder (TV-Serie)
- 2019: WaPo Bodensee (eine Folge)
- 2019: SOKO Stuttgart (Folge Gelobtes Land)
- 2024: Kafka

### Filme
- 1996: Mit Kartoffel (Kurzfilm)
- 1998: Der Kuß des Killers (TV)
- 1999: Das Gelbe vom Ei (TV)
- 1999: Der Feuerteufel – Flammen des Todes (TV)
- 1999: Zum Sterben schön (TV)
- 1999: Bevor der Tag anbricht
- 2000: Der Mörder in dir (TV)
- 2001: Mein langsames Leben
- 2001: Uprising – Der Aufstand (TV)
- 2001: Polizeiruf 110 – Gelobtes Land (TV)
- 2002: Storno
- 2002: Nogo
- 2002: Zimmer der Angst (TV)
- 2002: Mein erstes Wunder
- 2002: Juls Freundin (TV)
- 2003: Underworld
- 2004: Zwischen Nacht und Tag
- 2004: Das Apfelbaumhaus
- 2004: Antares
- 2005: Spiele Leben
- 2006: The Perfect Moment (Kurzfilm)
- 2006: Dad’s Dead (Kurzfilm)
- 2007: Molly & Mops (TV)
- 2008: Der russische Geliebte (TV)
- 2009: Ganz nah bei Dir
- 2009: Eiko (Kurzfilm)
- 2009: SOKO Wismar (TV-Serie, eine Folge)
- 2009: Was du nicht siehst
- 2010: Picco
- 2010: Paradeisiana
- 2011: Polizeiruf 110 – Feindbild (TV)
- 2011: Eine lange Nacht (Kurzfilm)
- 2011: An einem anderen Tag (Kurzfilm)
- 2012: Hatch (Kurzfilm)
- 2012: Body Complete
- 2012: Bamberger Reiter. Ein Frankenkrimi (TV)
- 2013: Talea
- 2013: Zweisitzrakete
- 2016: Kaltfront
- 2016: Zero Crash
- 2017: Leanders letzte Reise
- 2019: Im Schatten der Angst (TV)
- 2021: Große Freiheit
- 2024: Persona Non Grata
- 2024:  Ruletista (Kurzfilm)

## Theater
- 1984: Die Vögel, Theater Erlangen
- 1987: Großer Wolf, Wiener Theater
- 1988: Gegenwart der Erinnerung, Freie Produktion NRW
- 1989: König Übü, Staatsschauspiel Stuttgart
- 1989: Germania, Tod in Berlin, Freie Volksbühne Berlin
- 1990: Die Frösche / Ich und Ich, Freie Volksbühne Berlin
- 1991: Volksvernichtung, Düsseldorfer Schauspielhaus
- 1991–1992: Rausch, Freie Volksbühne Berlin
- 1992: Die Ratten, Düsseldorfer Schauspielhaus
- 1993: Wassa Schelesnova, Düsseldorfer Schauspielhaus
- 1996: Eskalation ordinär UA, Deutsches Schauspielhaus Hamburg
- 1996: Yerma, Volkstheater Wien
- 1996: Sladek, Wien Ensemble Theater
- 1997: Eine Unbekannte aus der Seine, Volkstheater Wien
- 1997: Das Geschenk der Gorgo UA, Volkstheater Wien
- 1998: Der Menschenfeind, Schauspiel Köln
- 1999: Don Carlos, Volkstheater Wien
- 2000: Jeff Koons, Burgtheater-Kasino
- 2000: Viridiana, Akademietheater Wien
- 2001: Mein Himmel, mein Lieb, meine sterbende Beute, Theater Rabenhof Wien
- 2001: Gestochen scharfe Polaroids, Ensembletheater Wien
- 2004: Penthesilea, Volkstheater Wien
- 2005: Heimatlos, Burgtheater-Kasino
- 2008: Lantana, Burgtheater Wien
- 2009–2010: Das Judasevangelium, Thalia Theater Hamburg
- 2010: Der Spieler, Theater Basel
- 2010: Wilhelm Tell, Sommerspiele Melk
- 2010: Frost, Theater Punkt
- 2011: Harper Regan, Theatergastspiele Kempf
- 2011: HUB, Garage X
- 2012: Immer noch Sturm, Neue Bühne Villach
- 2012: Der zerbrochene Krug, Theatersommer Haag
- 2013–2014: Wahlverwandtschaften, Düsseldorfer Schauspielhaus
- 2014: Metropolis, Sommerspiele Melk
- 2014: Amphitryon, Stadttheater Klagenfurt
- 2015: Der Sturm, Sommerspiele Perchtoldsdorf
- 2015–2016: Ein bisschen Ruhe vor dem Sturm, Theater Nestroyhof / Die Jugggernauten
- 2015: Hexenjagd, Schauspielhaus Bochum
- 2016: Sommernachtstraum, Sommerspiele Perchtoldsdorf
- 2016: Gott des Gemetzels, Stadttheater Klagenfurt
- 2017: Immer noch Sturm, Vereinigte Bühnen Bozen
- 2017: Minna von Barnhelm, Sommerspiele Perchtoldsdorf
- 2017: Goethe: Stella, Volkstheater Wien
- 2017–2018: Anatol, Landestheater Linz
- 2019: Onkel Wanja, Sommerspiele Perchtoldsdorf
- 2019–2020: Schwere Knochen, Volkstheater Wien
- 2019–2020: Der gute Mensch von Sezuan, Volkstheater Wien
- 2021: Kabale und Liebe, Landestheater St. Pölten
- 2021: Rocky – Die Rückkehr des Verlierers, Werk X Petersplatz Wien
- 2022: Yerma, Stadttheater Klagenfurt
- 2023: Kleine Eheverbrechen, Hoftheater
- 2025: Arsen und Spitzenhäubchen, Stadttheater Klagenfurt

## Auszeichnungen
- 2003: Max-Ophüls-Preis für Mein erstes Wunder
- 2010: Nestroy-Preis für Frost
- 2010: Max-Ophüls-Preis für Picco
- 2011 Publikums- und Jurypreis des Deutschen Hörfilmpreises für Ganz nah bei dir
- 2013: Max-Ophüls-Preis für Talea